# Thiasophila lohsei
Thiasophila lohsei är en skalbaggsart som beskrevs av Zerche 1987. Thiasophila lohsei ingår i släktet Thiasophila, och familjen kortvingar. Arten är reproducerande i Sverige.